# Test Valley
Test Valley är ett distrikt (motsvarande kommun) i grevskapet Hampshire i England, Storbritannien. Distriktet har 132 871 invånare (2022). 
Större orter är  Andover och Romsey. Distriktet är indelat i 58 civil parishes. 